# Alchemilla vetteri
Alchemilla vetteri é uma espécie de rosácea do gênero Alchemilla, pertencente à família Rosaceae.